# Presidenti della Provincia di Biella
Questo elenco riporta i presidenti della Provincia di Biella.

## Presidenti della Provincia

### Eletti direttamente dai cittadini (1995-2014)
Coalizioni:

  Giunte di centro-sinistra
  Giunte di centro-destra
| Nº | Ritratto | Ritratto | Nome                                   | Mandato          | Mandato          | Partito                                     | Coalizione          | Elezione |
| Nº | Ritratto | Ritratto | Nome                                   | Inizio           | Fine             | Partito                                     | Coalizione          | Elezione |
| -- | -------- | -------- | -------------------------------------- | ---------------- | ---------------- | ------------------------------------------- | ------------------- | -------- |
| 1  |          |          | Silvia Marsoni                         | 12 maggio 1995   | 28 giugno 1999   | Federazione dei Verdi                       | PDS-PPI-FdV         | 1995     |
| 2  |          |          | Orazio Scanzio                         | 28 giugno 1999   | 28 giugno 2004   | Forza Italia                                | Polo per le Libertà | 1999     |
| 3  |          |          | Sergio Scaramal                        | 28 giugno 2004   | 8 giugno 2009    | Democratici di Sinistra Partito Democratico | DS-DL-PRC-PdCI      | 2004     |
| 4  |          |          | Roberto Simonetti                      | 8 giugno 2009    | 23 novembre 2012 | Lega Nord                                   | PdL-LN-Civiche      | 2009     |
| –  |          |          | Angelo Ciuni (Commissario prefettizio) | 23 novembre 2012 | 14 ottobre 2014  | —                                           | —                   |          |

### Eletti dai sindaci e consiglieri della provincia (dal 2014)
| Nº  | Nº | Ritratto | Nome                      | Mandato          | Mandato          | Partito             | Elezione |
| Nº  | Nº | Ritratto | Nome                      | Inizio           | Fine             | Partito             | Elezione |
| --- | -- | -------- | ------------------------- | ---------------- | ---------------- | ------------------- | -------- |
| 5   |    |          | Emanuele Ramella Pralungo | 14 ottobre 2014  | 14 novembre 2018 | Partito Democratico | 2014     |
| 6   |    |          | Gianluca Foglia Barbisin  | 14 novembre 2018 | 19 dicembre 2021 | Partito Democratico | 2018     |
| (5) |    |          | Emanuele Ramella Pralungo | 19 dicembre 2021 | in carica        | Partito Democratico | 2021     |